# كل شيء يصبح أف
كل شيء يصبح أف (باليابانية: すべてがFになる، بالروماجي: Subete ga F ni Naru) هي رواية غموض يابانية من تأليف هيروشي موري، نشرت في 3 أبريل عام 1996، اقتبست مانغا صدرت في مارس 2001 حتى أغسطس 2001، وتكونت من مجلد واحد. أنتجت إلى أنمي تلفزيوني من قبل استوديو أيه-1 بكتشرز، عرض الأنمي في 8 أكتوبر عام 2015 حتى 17 ديسمبر عام 2015، على تلفزيون فوجي في فقرة نويتامينا، وتكون الأنمي من 11 حلقة.

## القصة
تدور أحداث القصة سوهي سايكاوا، هو أستاذ في الجامعة التي كان يدرس فيها، يتلقى دعوى لرحلة إلى جزيرة نائية التي يقع فيها مختبر ماغاتا للبحوث من قبل نيشينوسونو موي، وهي ابنة معلمه وينضم أليهم في الرحلة مجموعة من تلاميذه سوهي سايكاوا وهناك يعثرو على جثة ويعملوا معاً لحل القضية والإمساك بالقاتل.

## الشخصيات
سوهي سايكاوا (باليابانية: 犀川 創平، بالروماجي: Saikawa Sōhei)
مؤدي الصوت: ياسويوكي كاسي
موي نيشينوسونو (باليابانية: 西之園 萌絵، بالروماجي: Nishinosono Moe)
مؤدية الصوت: أتسومي تانيزاكي
شيكي ماغاتا (باليابانية: 真賀田 四季، بالروماجي: Magata Shiki)
مؤدية الصوت: إيبوكي كيدو
سيجي شيندو (باليابانية: 新藤 清二، بالروماجي: Shindō Seiji)
مؤدي الصوت: شونسكي ساكويا
يوميكو شيندو (باليابانية: 新藤 裕見子، بالروماجي: Shindō Yumiko)
مؤدية الصوت: ساياكا كوباياشي
يوكيهيرو ياماني (باليابانية: 山根 幸宏، بالروماجي: Yamane Yukihiro)
مؤدي الصوت: تاتسوهيسا سوزوكي
توميهيكو يوميناغا (باليابانية: 弓永 富彦، بالروماجي: Yuminaga Tomihiko)
مؤدي الصوت: بين ساساكي
تشيكارا ميزوتاني (باليابانية: 水谷 主税، بالروماجي: Mizutani Chikara)
مؤدي الصوت: كينتارو إيتو
آياكو شيمادا (باليابانية: 島田 綾子، بالروماجي: Shimada Ayako)
مؤدية الصوت: يوكو هيكاسا
توشيكي موتشيزوكي (باليابانية: 望月 俊樹، بالروماجي: Mochizuki Toshiki)
مؤدي الصوت: هيروشي سايموزاكي
ساتوشي هاسيبي (باليابانية: 長谷部 聡، بالروماجي: Hasebe Satoshi)
مؤدي الصوت: أتسشي إيماروؤكا
ميكي ماغاتا (باليابانية: 真賀田، بالروماجي: 未来 Magata Miki)
مؤدية الصوت: يوكو كايدا
موموكو كونيدا (باليابانية: 国枝 桃子، بالروماجي: Kunieda Momoko)
مؤدية الصوت: هوكو كواشيما
فوكاشي هاماناكا (باليابانية: 浜中 深志، بالروماجي: Hamanaka Fukashi)
مؤدي الصوت: تايشي موراتا
ساتسوكو غيدو (باليابانية: 儀同 世津子، بالروماجي: Gidō Setsuko)
مؤدية الصوت: يوي هوريه
سوانو (باليابانية: 諏訪野، بالروماجي: Suwano)
مؤدي الصوت: كاتسومي تشو

## وصلات خارجية
- موقع الأنمي الرسمي (باليابانية)
- موقع الدراما التلفزيونية الرسمي(باليابانية)
- كل شيء يصبح أف على قاعدة بيانات الانمي العربية (بالعربية)